# نیروگاه هسته‌ای استرید
نیروگاه هسته‌ای استرید (به فرانسوی: Astrid) یک منطقهٔ مسکونی و نیروگاه هسته‌ای در فرانسه است که در Chusclan واقع شده‌است.